# Doctor Who (26.ª temporada clássica)
A vigésima sexta temporada clássica da série de televisão britânica de ficção científica Doctor Who estreou em 6 de setembro de 1989 com o serial Battlefield e terminou em 6 de dezembro do mesmo ano com Survival. Estrelou Sylvester McCoy como o Sétimo Doutor e Sophie Aldred como Ace. Após sua conclusão, a série foi colocada em um hiato de 16 anos, tendo uma nova temporada produzida somente em 2005.

## Elenco

### Principal
- Sylvester McCoy como o Sétimo Doutor
- Sophie Aldred como Ace

### Recorrente
- Nicholas Courtney como o Brigadeiro Lethbridge-Stewart
- Anthony Ainley como o Mestre

## Seriais
| História | Serial | Título              | Dirigido por     | Escrito por     | Exibição original                                                                       | Cód. de produção | Audiência no Reino Unido (milhões) | AI       |
| --- | ------ | ------------------- | ---------------- | --------------- | --------------------------------------------------------------------------------------- | ---------------- | ---------------------------------- | -------- |
| 152 | 1      | Battlefield         | Michael Kerrigan | Ben Aaronovitch | 6 de setembro de 198913 de setembro de 198920 de setembro de 198927 de setembro de 1989 | 7N               | 3,13,93,64,0                       | 69686765 |
| O Doutor e Ace descobrem que um pelotão da UNIT está sob ataque enquanto transporta uma ogiva nuclear. Os atacantes são cavaleiros de outra dimensão liderados pela lendária feiticeira Morgaine, meia-irmã do Rei Arthur, cujos poderes mágicos parecem reais. O Doutor descobre que uma de suas futuras encarnações se tornará Merlim e enterrará Artur sob as águas de um lago próximo. Com o Brigadeiro Lethbridge-Stewart ao seu lado uma última vez, o Doutor deve enfrentar Morgaine, que convocou uma entidade demoníaca conhecida como Destruidora dos Mundos. |        |                     |                  |                 |                                                                                         |                  |                                    |          |
| 153 | 2      | Ghost Light         | Alan Wareing     | Marc Platt      | 4 de outubro de 198911 de outubro de 198918 de outubro de 1989                          | 7Q               | 4,24,0                             | 6864     |
| O Doutor leva Ace de volta para 1883 para uma casa de Perivale chamada Gabriel Chase, que Ace reconhece. Josiah Smith, um alienígena que passou milênios se adaptando à humanidade, pretende assassinar a rainha Vitória e tomar o trono britânico. Enquanto isso, enterrado no porão está o ex-mestre de Smith - uma entidade poderosa que pretende deter toda a evolução na Terra. |        |                     |                  |                 |                                                                                         |                  |                                    |          |
| 154 | 3      | The Curse of Fenric | Nicholas Mallett | Ian Briggs      | 25 de outubro de 19891 de novembro de 19898 de novembro de 198915 de novembro de 1989   | 7M               | 4,34,04,2                          | 6768     |
| O Doutor e Ace aterrissam na Inglaterra durante a Segunda Guerra Mundial, em uma base secreta à beira-mar que abriga o Ultima Machine, um poderoso dispositivo de quebra de código. Mas perturbações atormentam a instalação: os russos estão tentando roubar o Ultima, misteriosas runas Viking são encontradas em uma cripta de igreja, e os Haemovores vampíricos estão subindo do oceano. O Doutor descobre que seu antigo inimigo, Fenric, manipulou eventos para ganhar sua liberdade. E central para os esquemas de Fenric não é outra senão Ace.                |        |                     |                  |                 |                                                                                         |                  |                                    |          |
| 155 | 4      | Survival            | Alan Wareing     | Rona Munro      | 22 de novembro de 198929 de novembro de 19896 de dezembro de 1989                       | 7P               | 5,04,85,0                          | 6971     |
| Ace retorna a Perivale para visitar seus amigos, apenas para descobrir que muitos deles desapareceram. O Doutor descobre que eles foram sequestrados para um planeta alienígena por uma raça chamada Cheetah People. Perseguindo-os, os viajantes do tempo acham que o Cheetah People está sendo controlado pelo Mestre, que está preso no planeta e está se transformando lentamente em um Cheetah. O Doutor precisa encontrar uma saída do planeta, antes que todos sucumbam à influência selvagem do mundo agonizante.                                               |        |                     |                  |                 |                                                                                         |                  |                                    |          |

## Lançamentos em DVD
| História            | Número e duração dos episódios                                  | Data de lançamento na Região 2 | Data de lançamento na Região 4 | Data de lançamento na Região 1 |
| ------------------- | --------------------------------------------------------------- | ------------------------------ | ------------------------------ | ------------------------------ |
| Battlefield         | 4 × 25 min. (versão transmitida) 1 × 96 min. (edição especial)  | 26 de dezembro de 2008         | 5 de fevereiro de 2009         | 5 de maio de 2009              |
| Ghost Light         | 3 × 25 min.                                                     | 20 de setembro de 2004         | 3 de fevereiro de 2005         | 7 de junho de 2005             |
| The Curse of Fenric | 4 × 25 min. (versão transmitida) 1 × 104 min. (edição especial) | 6 de outubro de 2003           | 11 de fevereiro de 2004        | 1 de junho de 2004             |
| Survival            | 3 × 25 min.                                                     | 16 de abril de 2007            | 6 de junho de 2007             | 14 de agosto de 2007           |

## Romantizações
| História            | Título do romance   | Autor      | Publicação             |
| ------------------- | ------------------- | ---------- | ---------------------- |
| Battlefield         | Battlefield         | Marc Platt | 18 de julho de 1991    |
| Ghost Light         | Ghost Light         | Marc Platt | 20 de setembro de 1990 |
| The Curse of Fenric | The Curse of Fenric | Ian Briggs | 15 de novembro de 1990 |
| Survival            | Survival            | Rona Munro | 18 de outubro de 1990  |

## 27.ª temporada
O trabalho de planejamento inicial havia começado na 27.ª temporada, planejada para o final de 1990, em meados de 1989, com Andrew Cartmel e um grupo de roteiristas regulares, incluindo Ben Aaronovitch, Ian Briggs e Marc Platt, discutindo possíveis ideias para histórias. Uma das principais intenções era a saída de Ace no meio do caminho, que teria visto a personagem levada a Gallifrey para se tornar uma Senhora do Tempo. Também haveria a subsequente introdução de um novo acompanhante, planejado como um "ladrão aristocrático". O cancelamento da série significou que nenhum trabalho detalhado foi realizado além dessas ideias iniciais:
- Earth Aid por Ben Aaronovitch: Destinado a apresentar um novo monstro chamado "Metatraxi", uma raça de samurais como guerreiros insetos, foi planejado como uma história sobre a política de ajuda humanitária. O único detalhe significativo foi a ideia da abertura, que teria apresentado Ace como a capitã de uma nave.
- Thin Ice por Marc Platt: Planejado como o serial que marcaria a saída de Ace, aqui haveria o retorno dos Ice Warriors e seria ambientado em Londres em 1968.
- O terceiro serial foi planejado como a introdução do novo companheiro, que teria se deparado com o Doutor no meio de um roubo numa casa de campo.
- O quarto e último serial foi tentativamente a ser Alixion, escrito pelo recém-chegado Robin Mukherjee.[3] Teria caracterizado o Doutor jogando uma série de jogos mortais em um asteroide.

Os seriais propostos para a 27.ª temporada (com exceção da Alixion) foram posteriormente encomendados pela Big Finish como parte de sua série em áudio Doctor Who: The Lost Stories.
Embora a 1.ª temporada moderna de Doctor Who é de facto a 27.ª temporada do show, a equipe de produção reiniciou oficialmente a numeração das temporadas a partir do zero. Isso se deveu principalmente à diferença de 16 anos entre a 26.ª temporada e a nova temporada (sem contar o filme de 1996).
O titulo do serial Thin Ice foi usado como um dos episodios da 10.ª temporada moderna